# Петар Веселиновић
Петар Веселиновић (Ћуприја, 4. јануар 1969) економиста је и редовни професор Економског факултета Универзитета у Крагујевцу. Аутор је више књига, бројних студија, научних и стручних чланака, учесник конференција у земљи и иностранству.

## Биографија
Др Петар Веселиновић рођен је 4. јануара 1969. године у Ћуприји. Основну и средњу школу завршио је у Рековцу. Носилац је две дипломе „Вук Караџић“. Школске 1989/1990. године уписао је Економски факултет Универзитета у Крагујевцу а дипломирао је 18. јула 1993. године. Магистарски рад под називом „Економски узроци привредног краха и распада бивше Југославије", одбранио је 17. октобра 1997. године на Економском факултету Универзитета у Крагујевцу,  512290396.
Докторску дисертацију под називом „Утицај институционалних решења на развојне токове југословенске привреде" одбранио је такође на Економском факултету Универзитета у Крагујевцу, 2. новембра 2002. године,  513134997.
Основне области научно-истраживачког рада проф. др Петра Веселиновића су: национална економија, транзиција, регионални развој, глобализација, економска политика и привредни развој.

### Професионално напредовање
Професор др Петар Веселиновић је свој радни век започео на Економском факултету Универзитета у Крагујевцу и то:
- као сарадник без сарадничког звања (2. септембра 1996. године),
- асистент приправник (17. октобра 1997. године),
- асистент (14. јула 1998. године),
- доцент (10. априла 2003. године),
- ванредни професор (10. септембра 2008. године) и
- редовнби професор за ужу научну област Општа економија и привредни развој – наставни предмет Национална економија (31. октобра 2014. године).

Поред ангажовања на Економском факултету у Крагујевцу на Основним академским студијама, проф. др Веселиновић је ангажован и на Мастер академским студијама и Докторским академским студијама. Изводио је наставу и на одељењима Економског факултета у Новом Пазару и Врњачкој Бањи.
Од 19. септембра 2016. године налази се на функцији Декана Економског факултета Универзитета у Крагујевцу.

## Допринос академској и широј заједници

### На Економском факултету и Универзитету у Крагујевцу
- члан неколико Комисија за избор колега у звање асистента и доцента,
- члан програмских и организационих одбора бројних домаћих и међународних научних скупова,
- редактор неколико зборника радова са домаћег научног скупа,
- Секретар Катедре за Општу економску теорију и привредни развој,
- Руководиоца основних студија Економског факултета Универзитета у Крагујевцу - ван седишта у Новом Пазару,
- у два мандата биран је за члана Савета Економског факултета, од 2004-2006. године и од 2006-2009. године,
- у другом мандату, од 6. децембра 2006. године, именован је за Заменика председника Савета Економског факултета Универзитета у Крагујевцу,
- у периоду од 1. октобра 2009. године до 25. марта 2012. године обављао је функцију Продекана за наставна и студенска питања,
- од 26. марта до 31. децембра 2012. године обављао је функцију Продекана за научно-истраживачки рад,
- био је и директор Центра за економска истраживања Економског факултета Универзитета у Крагујевцу, у периоду од 2009-2015. године,
- од 16. децембра 2015. до 16. септембра 2016. године обављао је функцију Проректора за наставна и студентска питања Универзитета у Крагујевцу.[1]

### Чланство у стручним и другим удружењима
- Од 2. децембра 2015. године изабран је за члана Председништва Савеза економиста Србије, у мандатном периоду од 2015-2019. године,
- од 17. маја 2010. године изабран је за члана Научног друштва економиста Србије,
- Председник је Друштва економиста Крагујеваца.

### Остала чланства
- налазио се на функцији члана Градског већа за Економску политику и финансије града Крагујевца од 2012–2014. године,
- члан је Издавачког савета часописа Економика,
- био је члан Градског већа за Омладину, спорт и туризам града Крагујевца,
- председник је Управног одбора Универзитетске библиотеке Универзитета у Крагујевцу,
- Управних одбора: Црвеног крста града Крагујевца,
- Фонда „ Проф. др Илија Росић“,
- Фудбалског клуба Раднички 1923,
- Клуба малог фудбала Економац,
- Фудбалског Савеза града Крагујевца и
- од 2012-2014. године налазио се на функцији координатора Локалног антикорупцијског форума града Крагујевца.

## Ангажовања на истраживачким пројектима
Др Петар Веселиновић је до сада био ангажован на више пројеката, издвајамо следеће пројекте:
- Стратегија регионалног развоја Србије (2004), за потребе Владе Републике Србије,
- Економске реформе у здравству (2002), који је реализован у организацији УСАИД и Српског лекарског друштва,
- Међународни пројекат - Rationalization of the Postgraduate Studies in Business Management and Economics in Serbia TEMPUS JEП ЦД-41146 (2007—2009),
- Изазови и перспективе структурних промена у Србији - Стратешки правци економског развоја и усклађивање са захтевима ЕУ (ОИ 179015), чији је носилац Институт економских наука из Београда а финансира Министарство за науку и технолошки развој Владе Републике Србије,
- Истраживање и развој платформе за научну подршку у одлучивању и управљању научним и технолошким развојем у Србији (47005), чији је носилац Институт Михајло Пупин из Београда а такође финансира Министарство за науку и технолошки развој Владе Републике Србије.

## Селективна библиографија

### Монографије
- ВЕСЕЛИНОВИЋ, Петар. Национална економија. Крагујевац: Економски факултет, X, 429 стр., граф. прикази, табеле. 2013.  978-86-6091-044-0.  201412364,
- РОСИЋ, Илија, ВЕСЕЛИНОВИЋ, Петар. Национална економија. Крагујевац: Економски факултет, XIV, 425 стр., граф. прикази, табеле. 2006.  978-86-82203-69-8.  133406988.

### Чланци и други саставни делови
Др Петар Веселиновић је објавио велики број научних и стручних чланака у домаћим и страним часописима, такође и велики број научних и стручних радова у зборницима и монографијама домаћег и међународног значаја.

## Рад са студентима
Проф. др Петар Веселиновића је својим научно-стручним и педагошким радом показао висок ниво систематичност, одговорности, коректности и приврженост свом професијоналном опредељењу и раду са студентима.